# Silberbarren von Dierstorf
Die drei spätantiken Silberbarren von Dierstorf wurden 1888 in Dierstorf, Ortsteil von Huddestorf, Gemeinde Raddestorf, im Landkreis Nienburg/Weser in Niedersachsen gefunden. Sie lagen im ehemaligen Bett der Weser unter der Grasnarbe und waren aufeinander gestapelt. Die römischen Silberbarren sind an den Enden breiter und dünner als in der Mitte. In zwei wurde ein Stück Silber eingeschweißt, damit sie ihr Sollgewicht erreichten. Sie sind einzigartig in Niedersachsen und Beleg für das Aufkommen der Hacksilberwährung im Nordeuropa des frühen Mittelalters. Die Barren wurden spätestens 418 n. Chr. hergestellt. Sie befinden sich in der archäologischen Sammlung des Niedersächsischen Landesmuseums in Hannover.

## Beschreibung
Der erste Barren misst 114 × 77 mm, wiegt 299,73 g und wurde in Rom hergestellt. Die Rückseite ist glatt, die Vorderseite ist mit vier Stempeln versehen:
- ein kreisrunder Bildstempel mit VRBS ROMA im Perlkreis und der sitzenden Roma
- zwei rechteckige Stempel mit CAND und PA VLI
- ein Stempel mit drei Brustbildern, die links eine Frau (Galla Placidia), in der Mitte den Kaiser (Theodosius II.) und rechts einen Knaben (Valentinian III.) darstellen.

Der zweite Barren misst 108 × 71 mm, wiegt 309,5 g und wurde in Augusta Treverorum (Trier) hergestellt. Die Rückseite ist glatt, auf der Vorderseite befindet sich ein rechteckiger Stempel mit der zweizeiligen Aufschrift: OF.PRIMVS.TR.PIVS.PI.
Der dritte Barren misst 113 × 78 mm, wiegt 309,81 g und stammt ebenfalls aus Trier. Die Vorderseite trägt den dreizeiligen Schriftstempel: / / .PR1.SCI. TR.PS':- P.1.
Die Barren besaßen Geldfunktion. Sie wurden in der staatlichen Münze geprüft, tragen (Barren 1 und 3) den Namen des verantwortlichen Beamten und haben denselben Feingehalt wie Silbermünzen.